# 水操台遗址
水操台遗址，位于中国福建省厦门市鼓浪屿街道日光岩，为一个省级文物保护单位，类型为古建筑及历史纪念建筑物，为第二批福建省文物保护单位，公布时间为1985年10月11日。
水操台遗址的历史年代为明。